# Calosopsyche calosa
Calosopsyche calosa är en nattsländeart som först beskrevs av Banks 1938.  Calosopsyche calosa ingår i släktet Calosopsyche och familjen ryssjenattsländor. Inga underarter finns listade i Catalogue of Life.